# 1889 en journalisme
Cet article présente les faits marquants de l'année 1889 en journalisme.

## Évènements
- Création du quotidien économique Wall Street Journal.